# بوسلبن-وولرسلبن
بوسلبن-وولرسلبن (به آلمانی: Bösleben-Wüllersleben) یک شهر در آلمان است که در ایلم-کرایس واقع شده‌است. بوسلبن-وولرسلبن ۶۵۷ نفر جمعیت دارد.